# Biserica de lemn din Mănăstirea Toplița (Harghita)

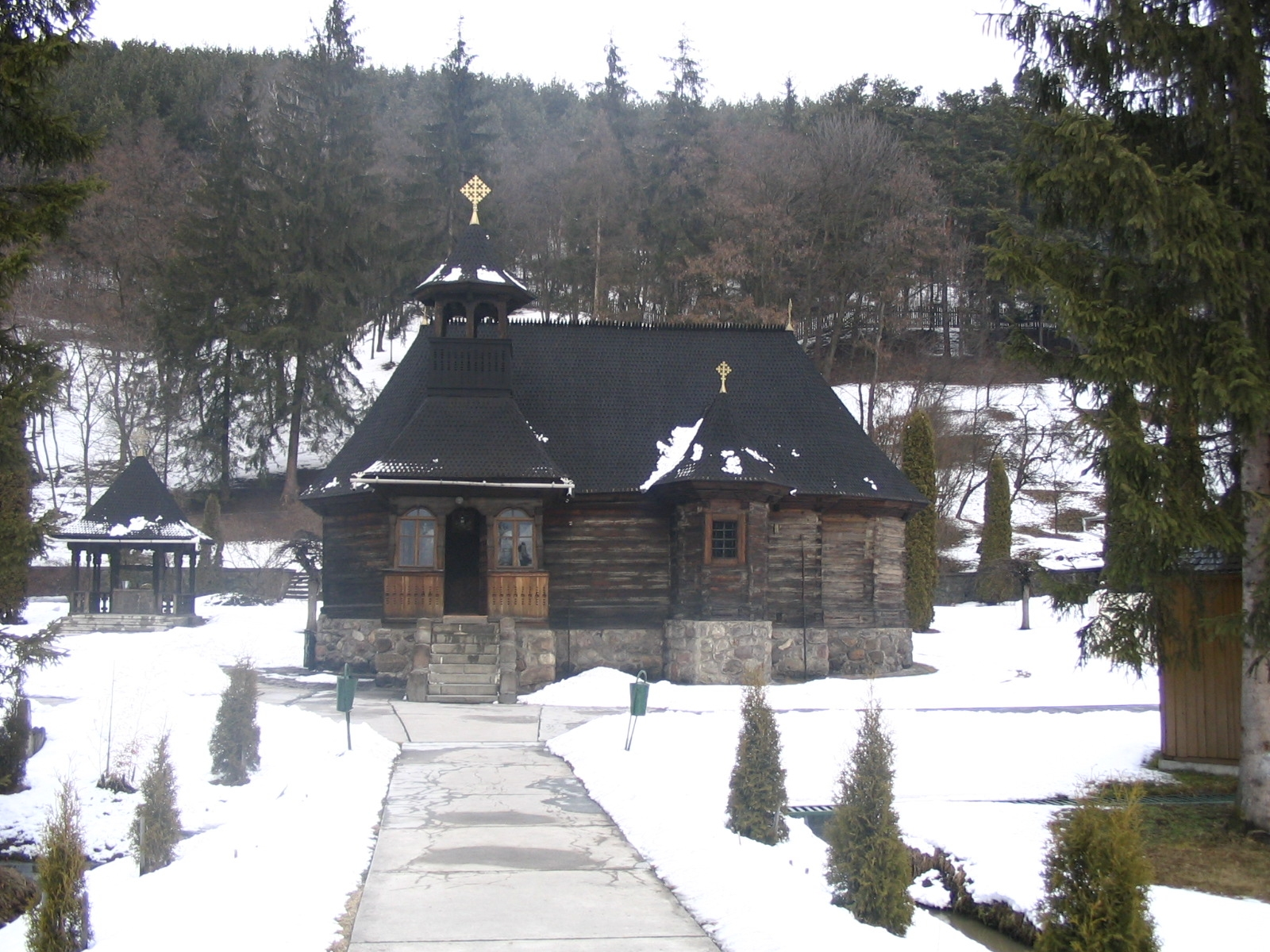
Biserica de lemn de la mănăstirea Sfântul Ilie din Toplița

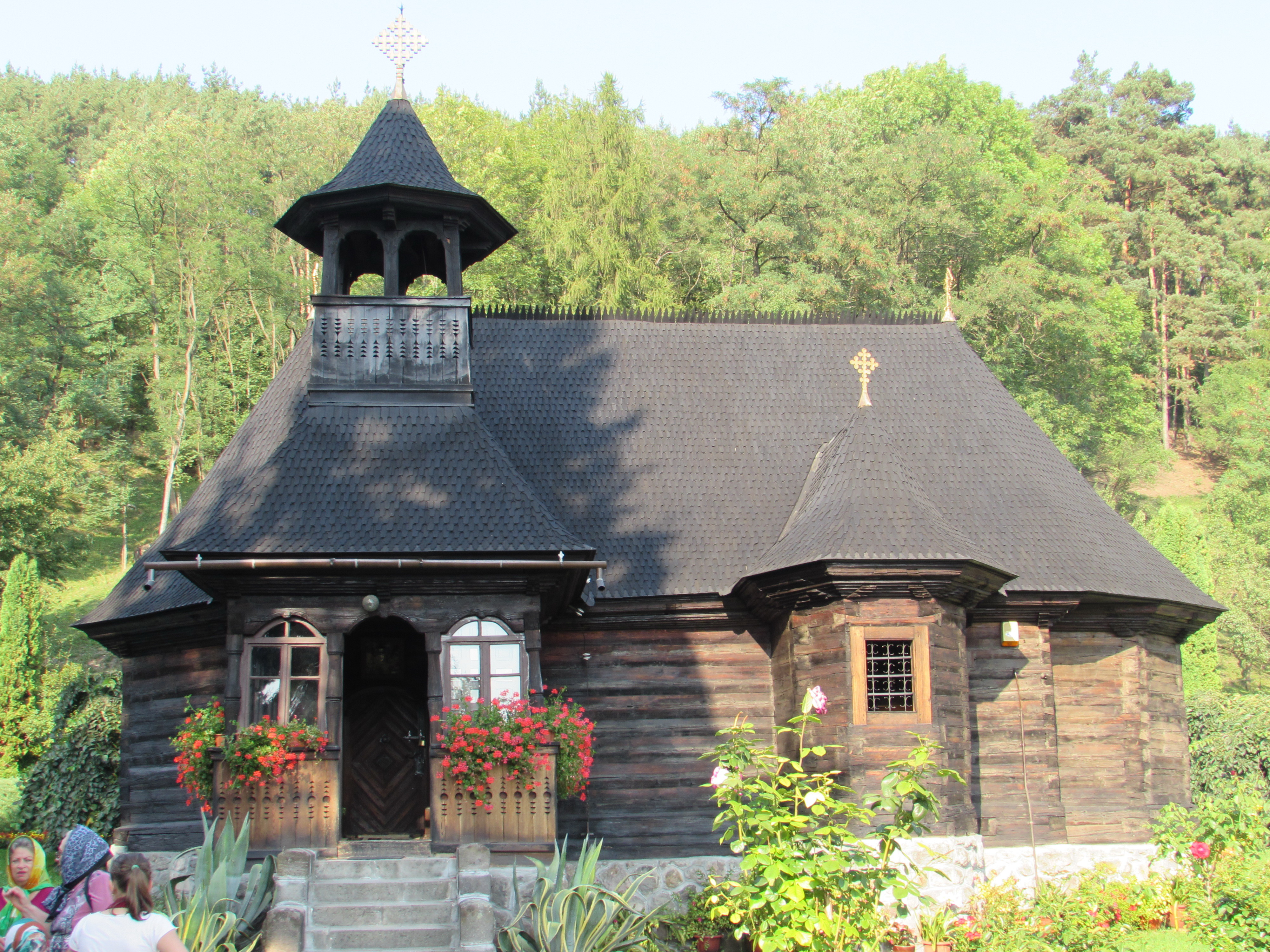
Biserica (sud)

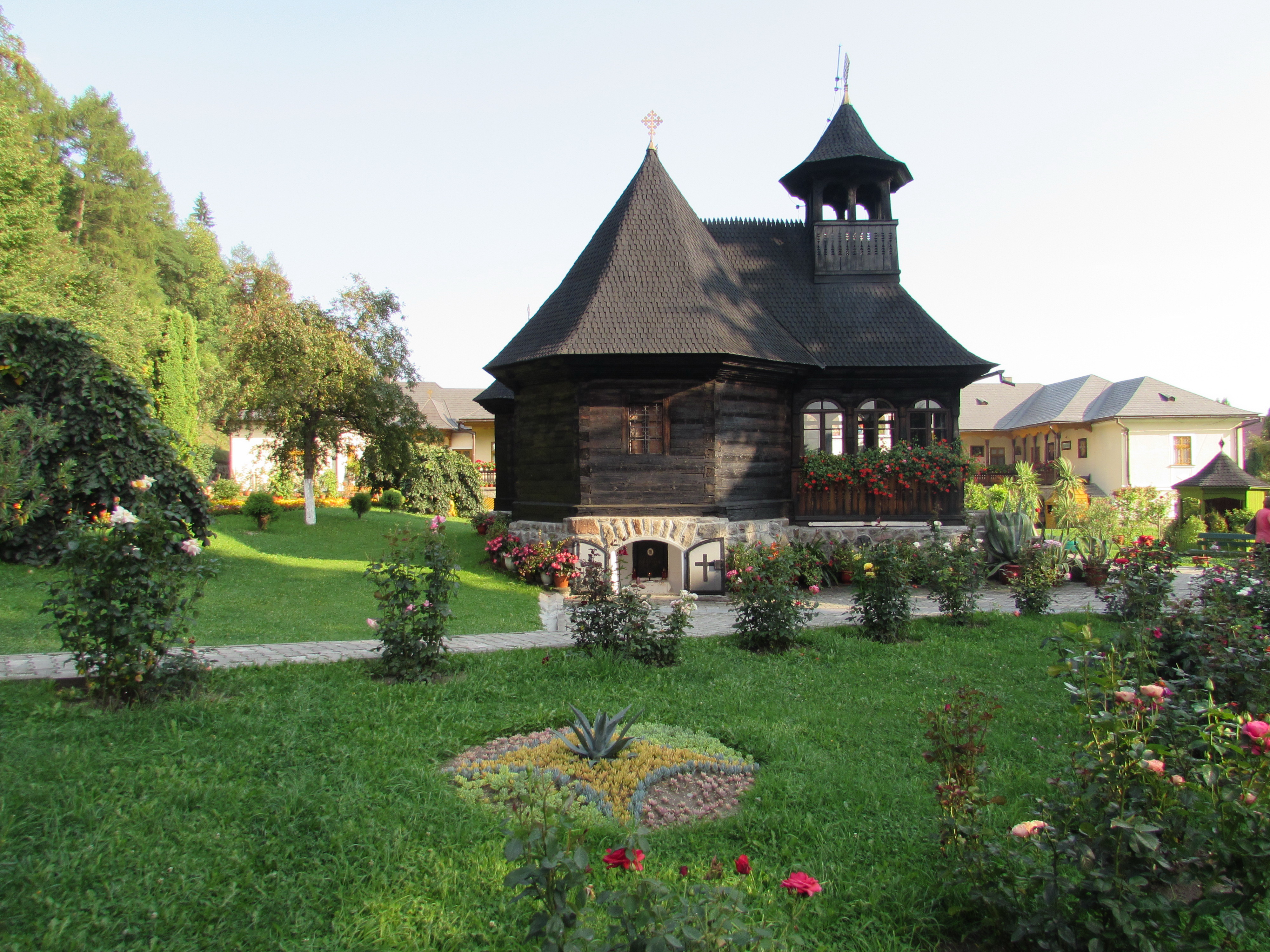
Biserica (vest)

Biserica de lemn din Mănăstirea Toplița face parte din complexul Mănăstirii Toplița, fiind monument istoric (cod LMI HR-II-m-A-12989).

## Istoric și trăsături
Biserica a fost adusă din localitatea Stânceni, unde a fost înălțată în anul 1847, în zilele episcopului Vasile Moga, a protopopului Zaharia Matei, cu îndemnarea și osârdia preotului Gheorghe Ujică și a fiilor săi. Biserica strămutată a fost așezată, în anul 1910, în localitate natală a primului patriarh al României reîntregite, Elie Miron Cristea, cel care a creat așezământul monahal, sfințit la 21 octombrie 1928.
Pe lângă forma poligonală a pronaosului se mai remarcă și transpunerea în lemn a planului trilobat (abside laterale poligonale), o inovație a meșterilor moldoveni din secolul XVIII. Pronaosul este acoperit de o boltă pe plan poligonal, din fâșii curbe, ce pornesc dintr-o cheie circulară și descarcă pe suprafețe plane; trecerea de la poligon la dreptunghi se realizează prin intermediul unor colțare triunghiulare. În naos, bolta este semicilindrică, intersectată la capete de fâșii curbe. Bolta altarului, ca și cea a absidelor laterale, reiau structura poligonală.
Intrarea se află pe latura de sud și are un ancadrament sculptat (cu chenare geometrice, frânghie, cruci, căni cu flori); ușa, cu stinghii dispuse în raze și un panou central cu rozetă, se aseamănă cu cele de la bisericile din Munții Apuseni.
Stăreția a fost construită din materialul casei în care s-a născut Patriarhul Miron Cristea. Pictura veche, încă înainte de mutarea bisericii, s-a deteriorat și a fost repictată de pictorul Dimitrie Belizarie. Catapeteasma a fost făcută din nou, sculptată la München și pictată de către pictorul George Russu. Vechea catapeteasmă, cărțile de ritual scrise în chirilică și vechile icoane ale bisericii se păstrează în Muzeul Mănăstirii. A urmat înzestrarea bisericii cu strane, mobilier, odoare, veșminte, trei clopote, cărți de ritual.
Deși relativ modestă ca dimensiuni - lungimea este de 14 metri, iar lățimea de 5 metri, biserica se impune totuși ca o construcție de o deosebită frumusețe arhitecturală. Ea îmbină armonios moștenirea strabună - forma poligonală a pronaosului, întâlnită atât în Transilvania, cât și în Moldova - cu noutățile constructive ale meșterilor moldoveni din secolul al XVIII-lea, si anume absidele laterale poligonale, iar între naos si pronaos arcadele de pe pilastri sculptați.

### Călugării mănăstirii
Grija vietii duhovnicesti si a celei gospodaresti de la infiintarea manastirii, in anul 1928, au avut-o urmatorii stareti:
    Arhimandrintul Stefan Teodorescu-1928-1939

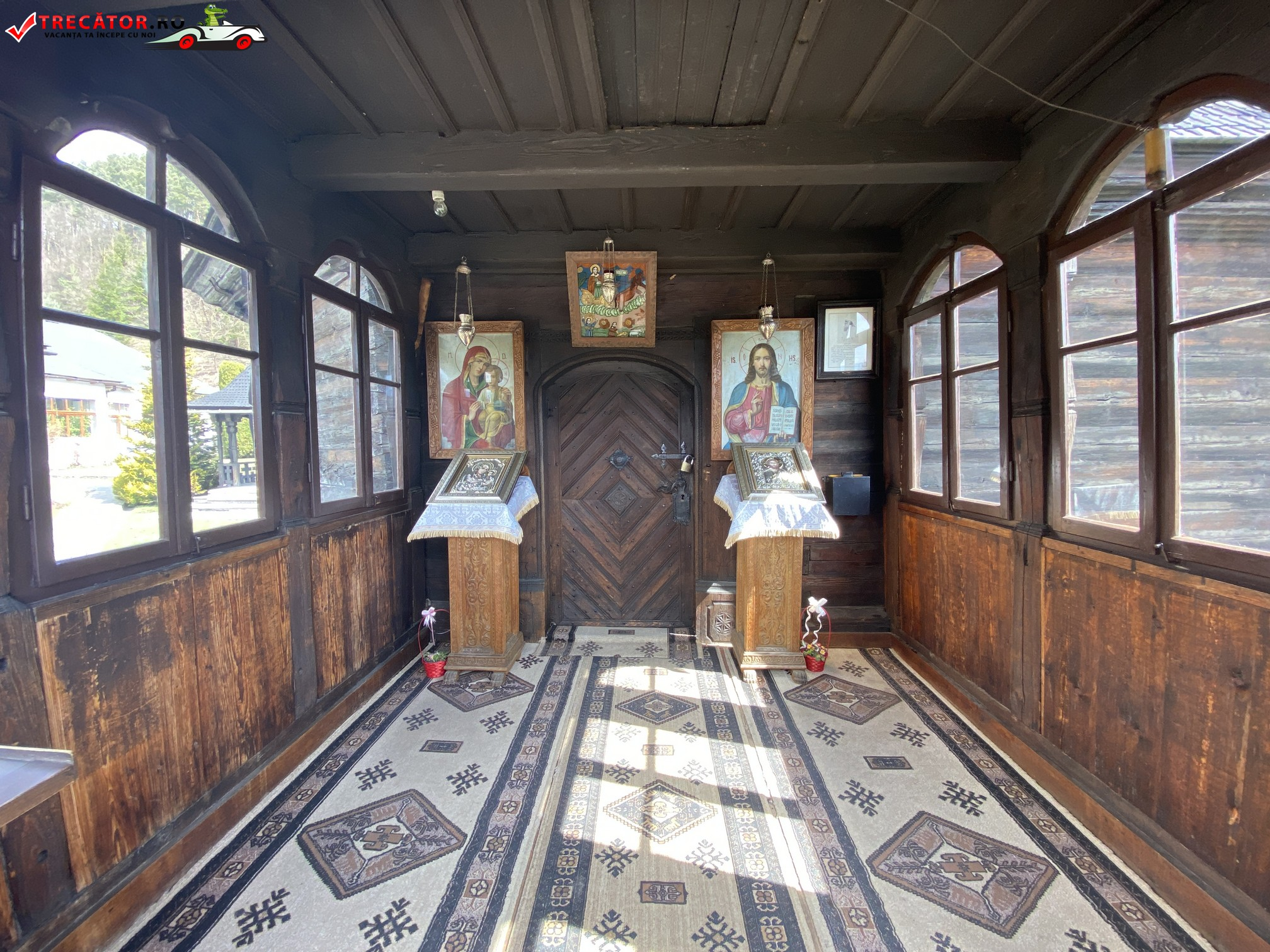
intrarea mănăstirii

    Ieromonahul Amfilofie Ionascu-1939-1946
    Ieromonahul Ghelasie Hariton-1946-1947
    Protosinghelul Gherasim Bica-1947 (lunile aprilie-iunie)
    Ierodiaconul Bartolomeu Anania-1947-1948
    Ieromonahul Amfilofie Ionascu-1948-1952
    Arhiereul Emil Anta-1952-1971
    Arhimandritul Mihail Goia-1971-1995 (cand devine Exarhul Episcopiei)
    Arhimandritul Emilian Telecan-1995-2000 ...

### Informații despre mănăstire
Biserica de lemn a Mănăstirii este un valoros exemplar al arhitecturii de lemn din regiune. În anul 1958, Mănăstirea Doamnei a fost restaurată prin râvna starețului Mănăstirii „Sfântul Ilie” din Toplița. A fost restaurată iar interiorul a fost complet repictat în anul 1984. S-a păstrat o bună parte a vechiului iconostas, care a avut o veche inscripție: „Această sfântă biserică s-a acoperit și catapeteasma s-au zugrăvit prin cheltuiala mai micului între frați și smerit Nicodim, pentru iertarea păcatelor sale 1755, luna iunie 25 zile”.

### Muzeul mănăstirii
Muzeul mănăstirii a fost sfințit la 30 mai 1995, în prezența lui Ioan Selejan, Episcopul Covasnei și Harghitei. Expozitia permanentă a muzeului cuprinde un important fond de icoane pe lemn, datând din secolul al XVIII-lea. Icoane pe lemn de o valoare asemănătoare și tot de la mijlocul secolului al XVIII-lea provin de la vechile biserici din Toplița și Stânceni.
Muzeul deține o valoroasă colecție de icoane pe sticlă, din care sunt expuse câteva exemplare reprezentative pentru sfârșitul secolului al XVIII-lea și începutul secolului al XIX-lea. Ne referim în special la icoana Maica Domnului cu Pruncul. Expoziția muzeului prezintă un mare număr de cărți religioase ortodoxe, unele dintre ele fiind unicate sau rarități naționale.  Mănăstirea are și o bibliotecă.

### Cum poți ajunge la mănăstire
Mănăstirea Sfântul Ilie este situată la poalele Munților Căliman, în dreapta șoselei Toplița-Reghin. Borna kilometrică aflată chiar în dreptul porții de intrare în mănăstire ne informează că de aici la Reghin distanța este de 67 de kilometri ori se mai poate ajunge cu trenul fiind gară în oraș. Mănăstirea dispune de locuri de cazare pentru turiști.

## Imagini

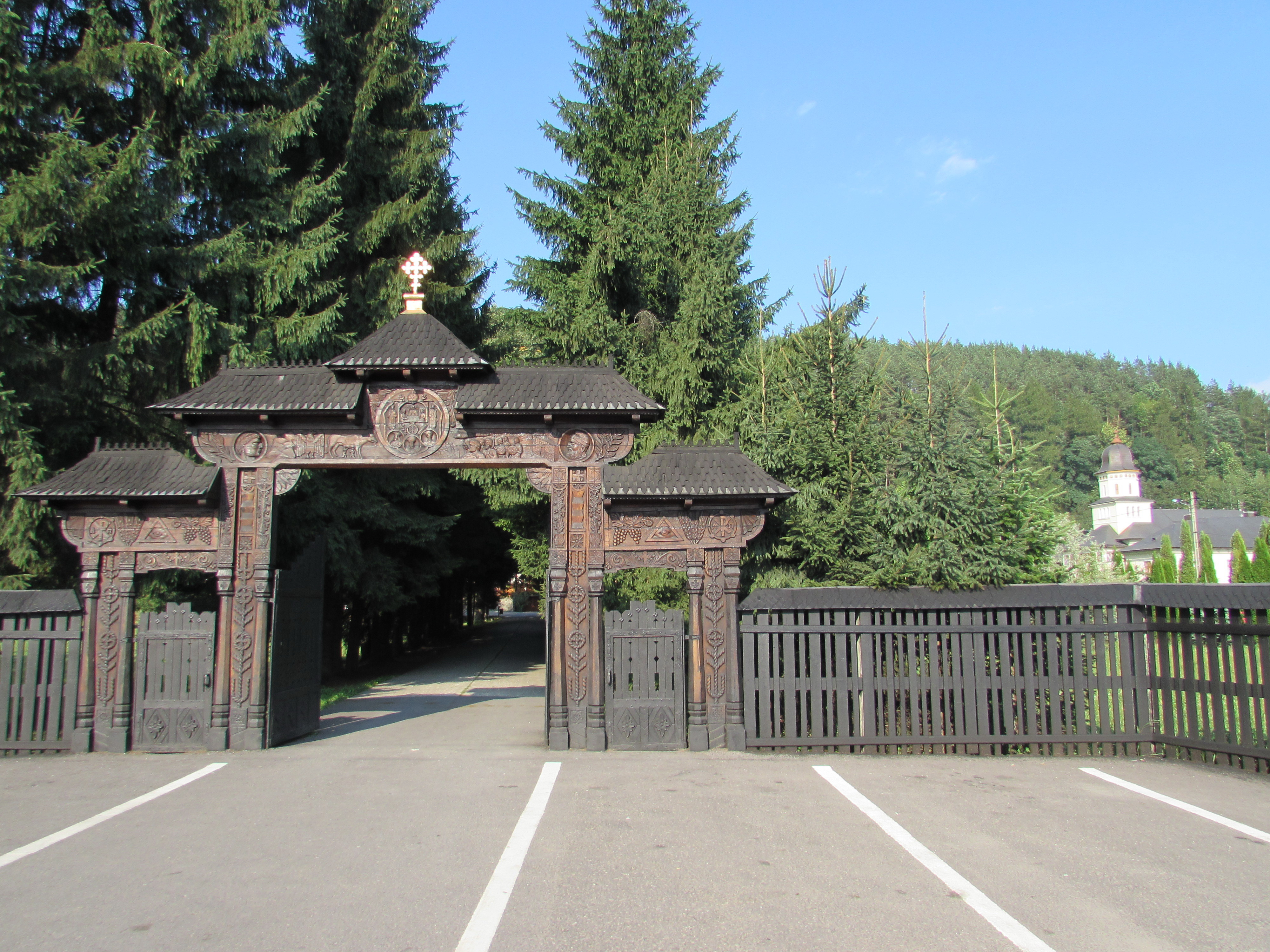
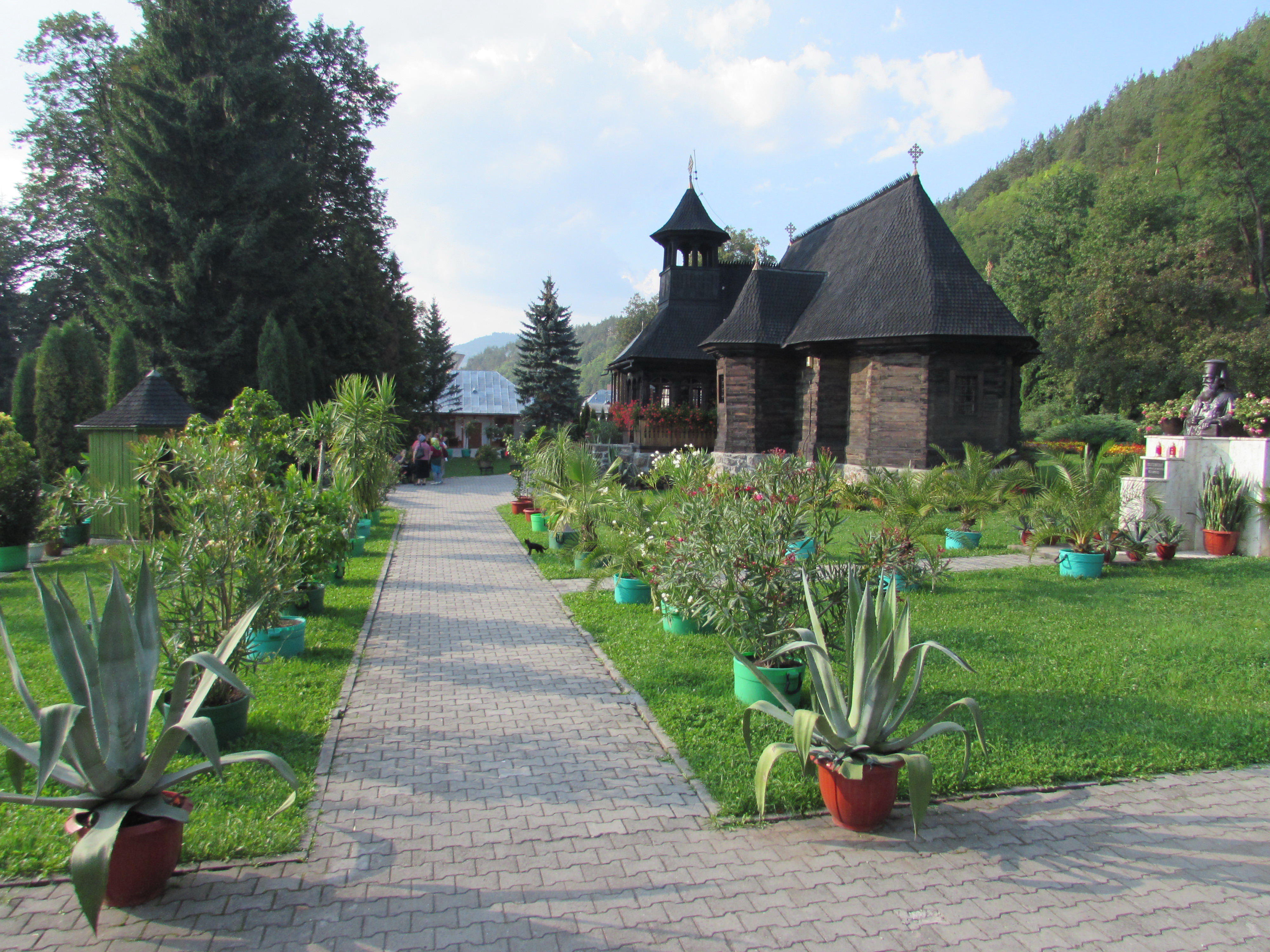
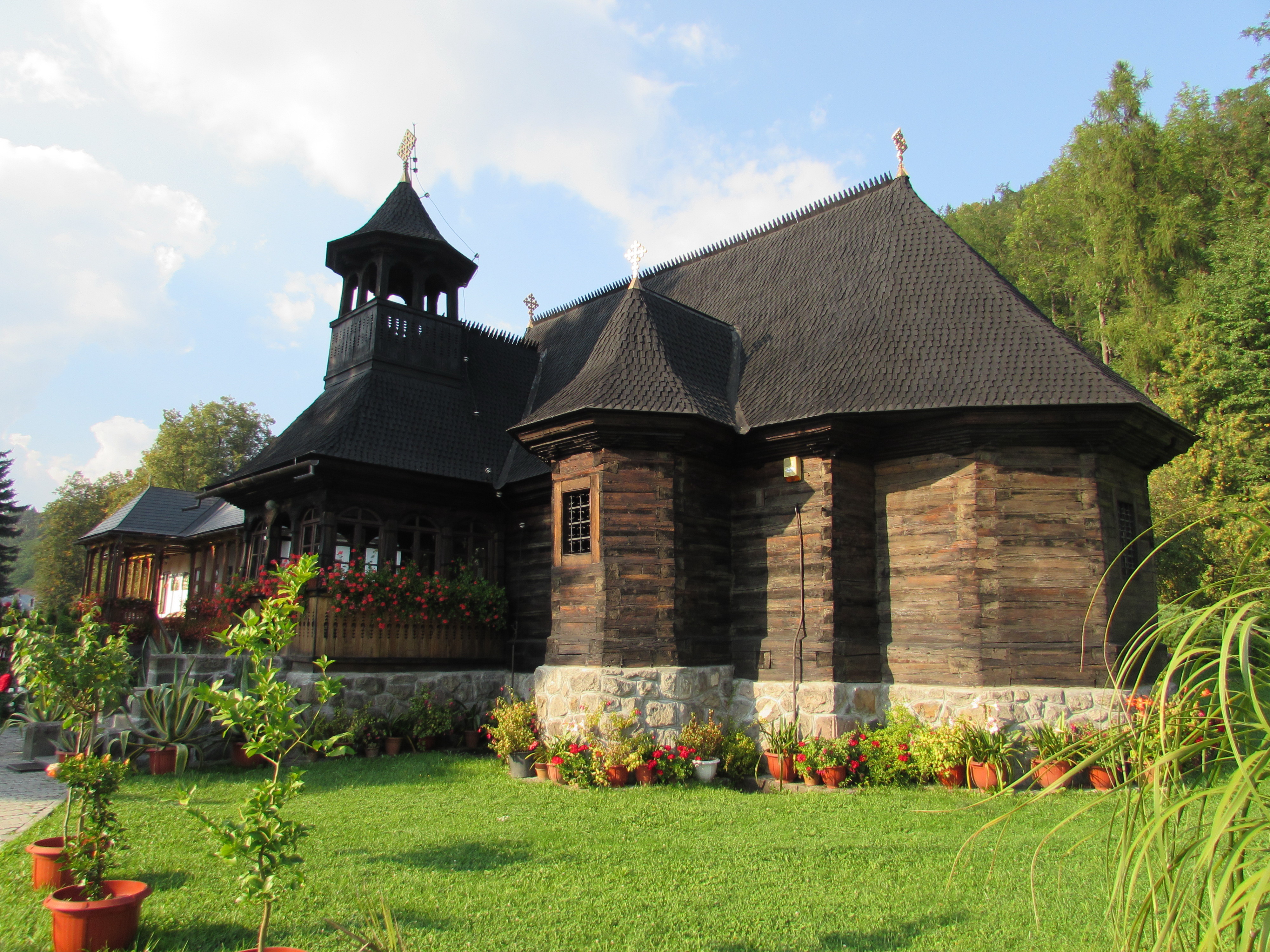
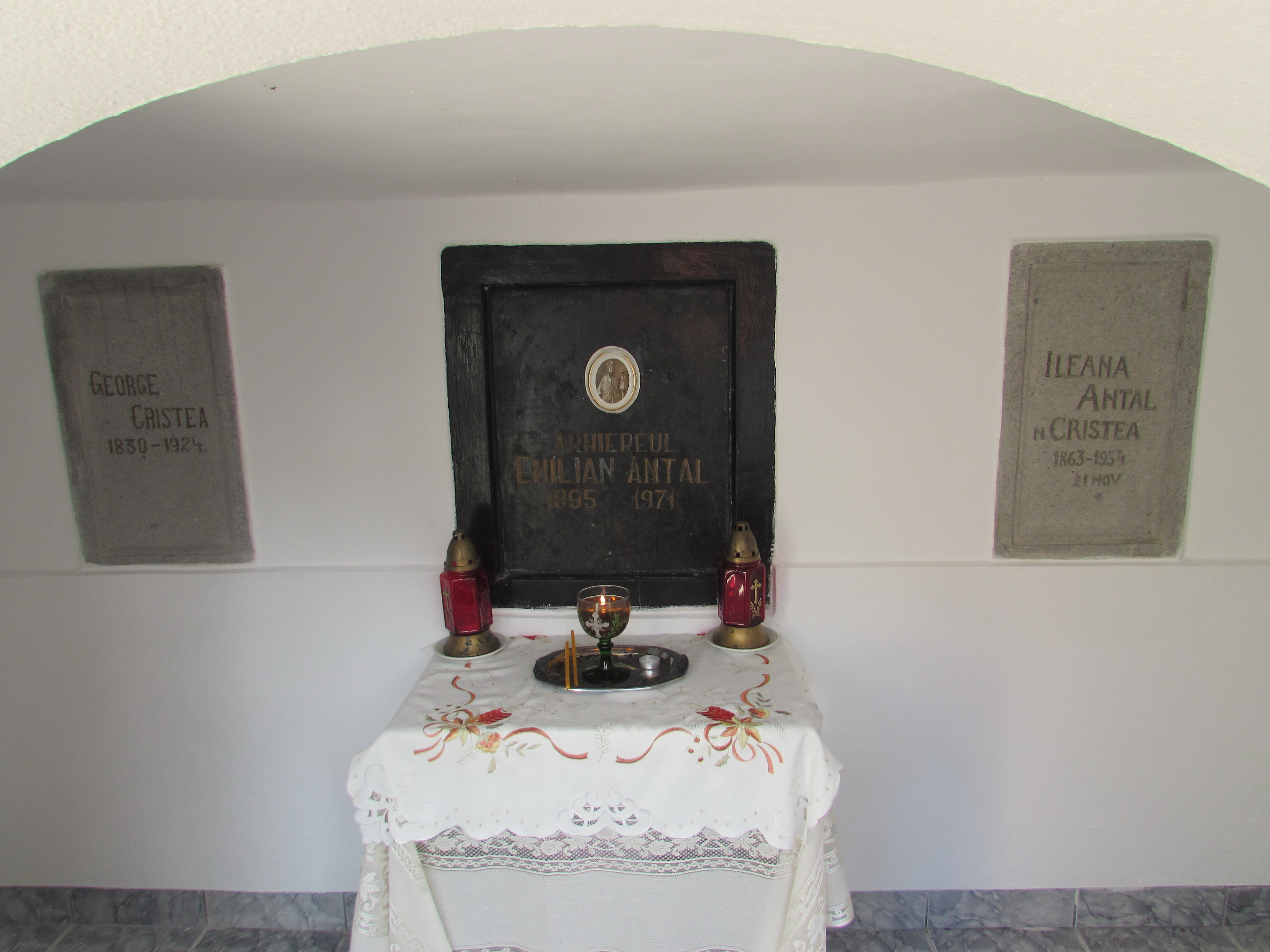